# 元岡幼稚園
元岡幼稚園（英語：Yuen Kong Kindergarten）是位於香港元朗八鄉錦上路元崗村內的一所鄉村幼稚園。
2009年，學校僅餘5名學生，面臨倒閉，當年以$4,500元月薪聘請校長。呂麗紅甘願接受$4,500月薪成為此幼稚園的校長，以挽救此幼稚園。六年來，學生人數急增11倍，連大學講師也把子女送來讀書，呂麗紅已成功把這所瀕臨倒閉的村校打造成一所富口碑的學校。這間幼稚園的故事被改編成電影《五個小孩的校長》。

## 外部連結
- 元岡幼稚園的Facebook專頁